# ینی‌کند (شماخی)
ینی‌کند (به لاتین: Yenikənd، پیش‌تر کیروفکا Kirovka) یک منطقه مسکونی در جمهوری آذربایجان است که در شهرستان شماخی واقع شده است.